# Савицький Михайло Андрійович
Сави́цький Михайло Андрійович (біл. Міхаіл Андреевіч Савіцкі; 18 лютого 1922, Звенячі, Білоруська РСР — 8 листопада 2010, Мінськ, Білорусь) — радянський та білоруський живописець.
Академік Академії мистецтв СРСР (1983; член-кореспондент 1973). Народний художник СРСР (1978). Герой Білорусі (2006). Лауреат Державної премії СРСР (1973), двох Державних премій Білоруської РСР (1970, 1980), Державної премії Республіки Білорусь (1996).

## Біографія
Народився 18 лютого 1922 року у селі Звенячі Толочинского району Вітебської області у сім'ї залізничника та пасічника. Був молодшим з чотирьох дітей.
Після закінчення середньої школи в 1940 році був призваний до лав Червоної армії. Початок Другої світової війни застав у Чечні, але вже в листопаді 1941 року у складі десанту висадився в Севастополі, де брав участь в обороні міста. Через 5 днів після здачі міста Савицького взяли в полон і після недовгого перебування у в'язниці етапом відправили до Румунії, а потім до Німеччини. У Німеччині працював електрозварником на вагонній фабриці в Дюссельдорфі. Разом з іншими полоненими під керівництвом Георгія Корнілова була організована диверсійна група. Але проіснувала вона недовго і незабаром була розкрита. Савицький намагався втекти до Франції, але його зловили і засудили до смерті, пізніше заміненої на концентраційний табір Бухенвальд. Після Бухенвальда відправився на каменоломні концентраційного табору Міттельбау-Дора. Ближче до закінчення війни був переведений в табір Дахау. За організацію чергової спроби втечі німці помістили Михайла в штрафний барак і знову стали готувати до розстрілу. Але 29 квітня 1945 року Михайла Савицького, разом з іншими полоненими, звільнили американські війська.
Після повернення з полону Савицького визнали непридатним до служби через погане здоров'я, але своїми зусиллями йому вдалося отримати дозвіл на роботу в армії. До 1947 року служив у Німеччині та Угорщині, а потім повернувся до Мінська..
Мистецьку освіту здобув після демобілізації з армії. В 1951 році закінчив Мінське художнє училище, потім навчався в Московському художньому інституті ім. В. І. Сурікова, який закінчив у 1957 році.
Жив і працював у Мінську. Був керівником державної установи культури «Творчі академічні майстерні живопису, графіки та скульптури». Обирався народним депутатом СРСР, був депутатом трьох скликань Верховної Ради БССР. Був академіком Російської Академії мистецтв. Брав участь у розписі Музею Великої Вітчизняної війни у Мінську.
В останні роки свого життя важко хворів, переніс інсульт. Помер 8 листопада 2010 року. Похований на Східному кладовищі Мінська.

## Творчість
Дипломна робота Михайла Савицького під назвою «Пісня» нічим особливим не виділялася і була зроблена в стилістиці соцреалізму. Але Савицький як художник пережив еволюцію і прийшов до «суворого стилю» — відгалуженню від соцреалізму, що поставив на перше місце драматизм, а не безконфліктність і офіційний оптимізм. Слава прийшла до Михайла в Москві. У 1967 році на Всесоюзній виставці художник представив картину під назвою «Партизанська мадонна». Картина викликала справжній фурор. Була визнана критиками шедевром і куплена в фонд Третьяковської галереї.
Савицький повертається до Мінська і впродовж трьох років створює картини, що увійшли до «золотого фонду» білоруського мистецтва і позначили «золотий період» в його творчості: «Партизани. Блокада», «Вітебські ворота», «Покарання смертю», «Комсомольці» та інші картини. Картини втілюють народне розуміння війни на той момент: образ з одного боку піднесений, з іншого — живий і реалістичний.
Савицький у своїх роботах активно використовував досвід західних майстрів — мексиканця Дієго Рівера, італійця Ренато Гуттузо і навіть у якійсь мірі Сальвадора Далі з його сюрреалізмом.
Після величезного успіху Михайло Савицький в період 70-х і 80-х років створив дві серії картин «Цифри на серце» та «Чорне минуле». До циклу «Цифри на серце» увійшли картини про жахи концтаборів, другий цикл присвячений Чорнобильській катастрофі..
В останній період своєї творчості Савицький виконував роботи на християнську тематику.

## Пам'ять
У вересні 2012 року в Мінську відбулося відкриття художньої галереї Михайла Савицького, в якій зібрано багато картин художника. Також у Мінську на будинку за адресою вулиця Біломорська, 17 (там, де жив художник) встановлено меморіальну табличку на його честь.
Пам'яті Михайла Савицького присвятив свою персональну виставку художник з Литви Анатолій Стишко, який вважає себе учнем і другом білоруського майстра.